# Gyalóka
Gyalóka è un comune di 73 abitanti situato nella contea di Győr-Moson-Sopron, nell'Ungheria nordoccidentale.